# Ryngraf

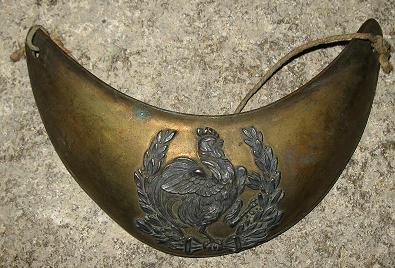
Ryngraf

Ryngraf (z niem. Ringkragen (dosł. okrężny kołnierz), staropol. kaplerz) – naszyjnik z blaszanym wisiorem w kształcie tarczy amazonek lub tarczy herbowej, wywodzący się z  obojczyka (elementu zbroi).
Ryngrafy często zdobione były rysunkami o tematyce religijnej lub heraldycznej, a w późniejszym okresie umieszczano na nich niekiedy godła państwowe. Ryngraf powstał poprzez ewolucję z obojczyka noszonego pod szyją, który od XVI w. był stopniowo zmniejszany i z czasem stosowany samodzielnie (bez reszty zbroi). W ostatecznej formie wykształcił się w XVII w. jako wojskowa dystynkcja (odznaka) bądź ozdoba o charakterze militarnym zatracając znaczenie ochronne.
W Polsce ryngrafy noszone były szczególnie często przez żołnierzy ugrupowań podkreślających swój patriotyzm i przywiązanie do religii katolickiej - m.in. przez konfederatów barskich, powstańców krakowskich z 1846 roku, żołnierzy Narodowych Sił Zbrojnych oraz organizacji Wolność i Niezawisłość. Współcześnie zwyczaj noszenia ryngrafów zanikł, mimo to użytkowane są niekiedy jako patriotyczno-religijne dekoracje naścienne, a ich zminiaturyzowane formy z wizerunkiem najczęściej Matki Bożej, wykonane z metali szlachetnych stanowią zwyczajowy podarunek z okazji chrztu.

## Galeria

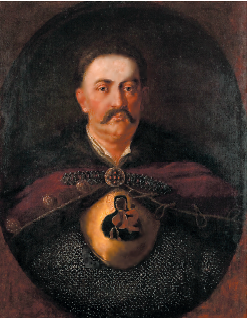
Jan III Sobieski z ryngrafem z podobizną Matki Boskiej Częstochowskiej
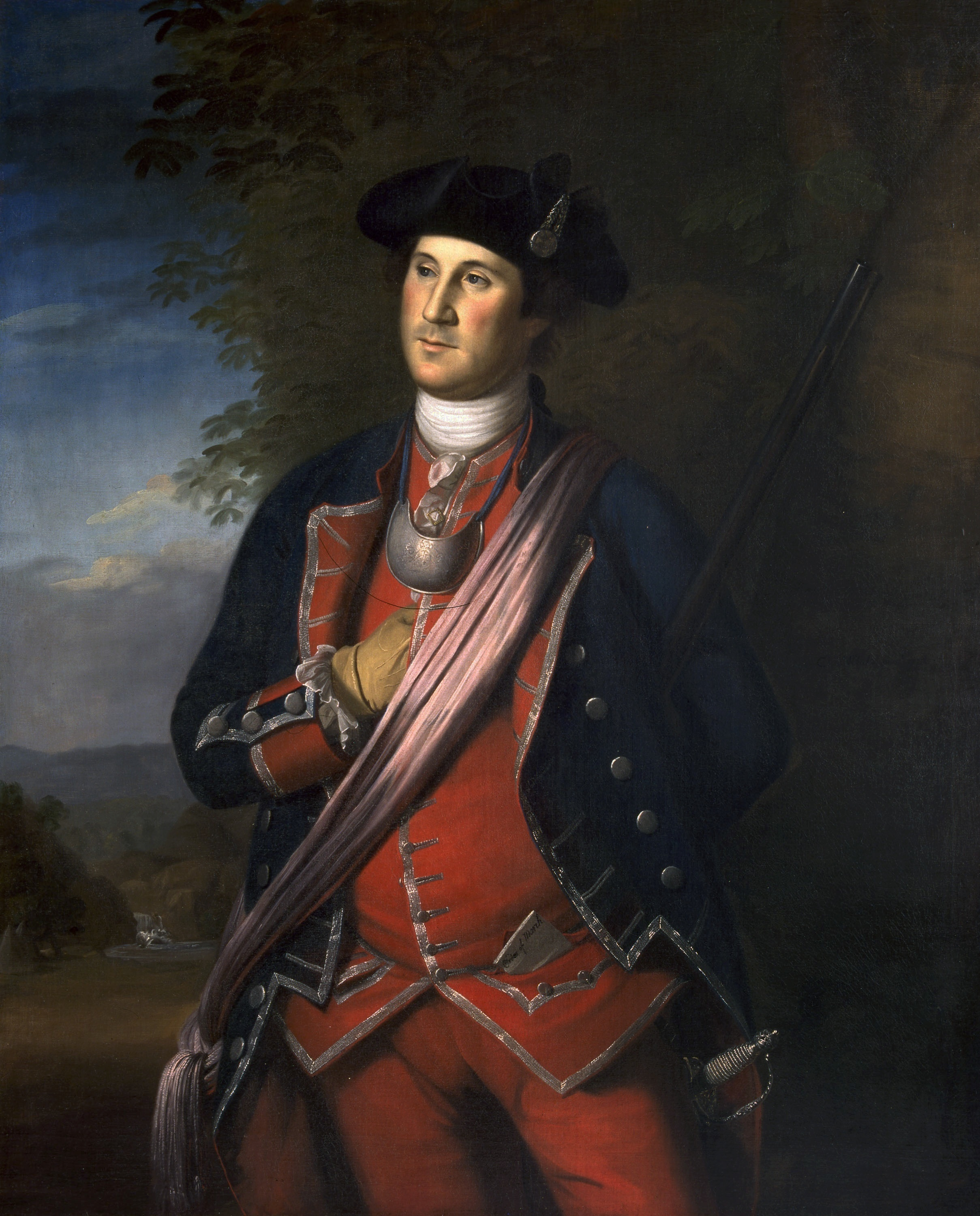
George Washington z ryngrafem w mundurze Pułku Virginii
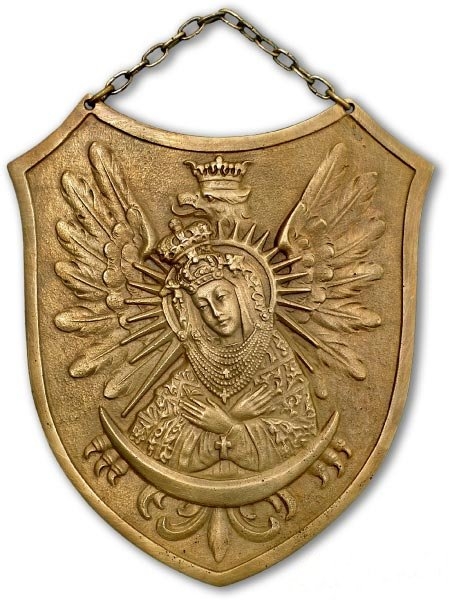
Ryngraf patriotyczny. Matka Boska Ostrobramska na tle godła Rzeczypospolitej Polskiej
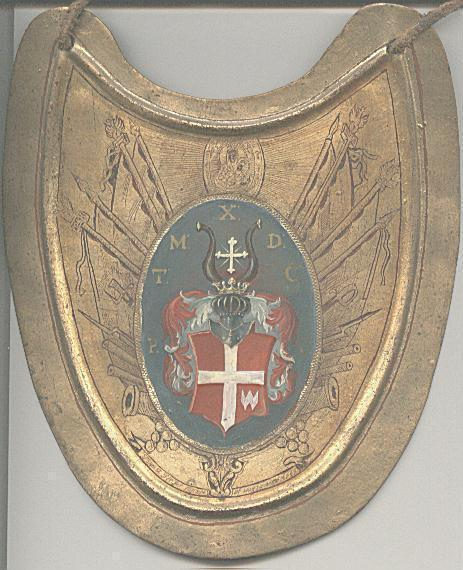
Ryngraf heraldyczny z herbem Dębno, 1846 r.
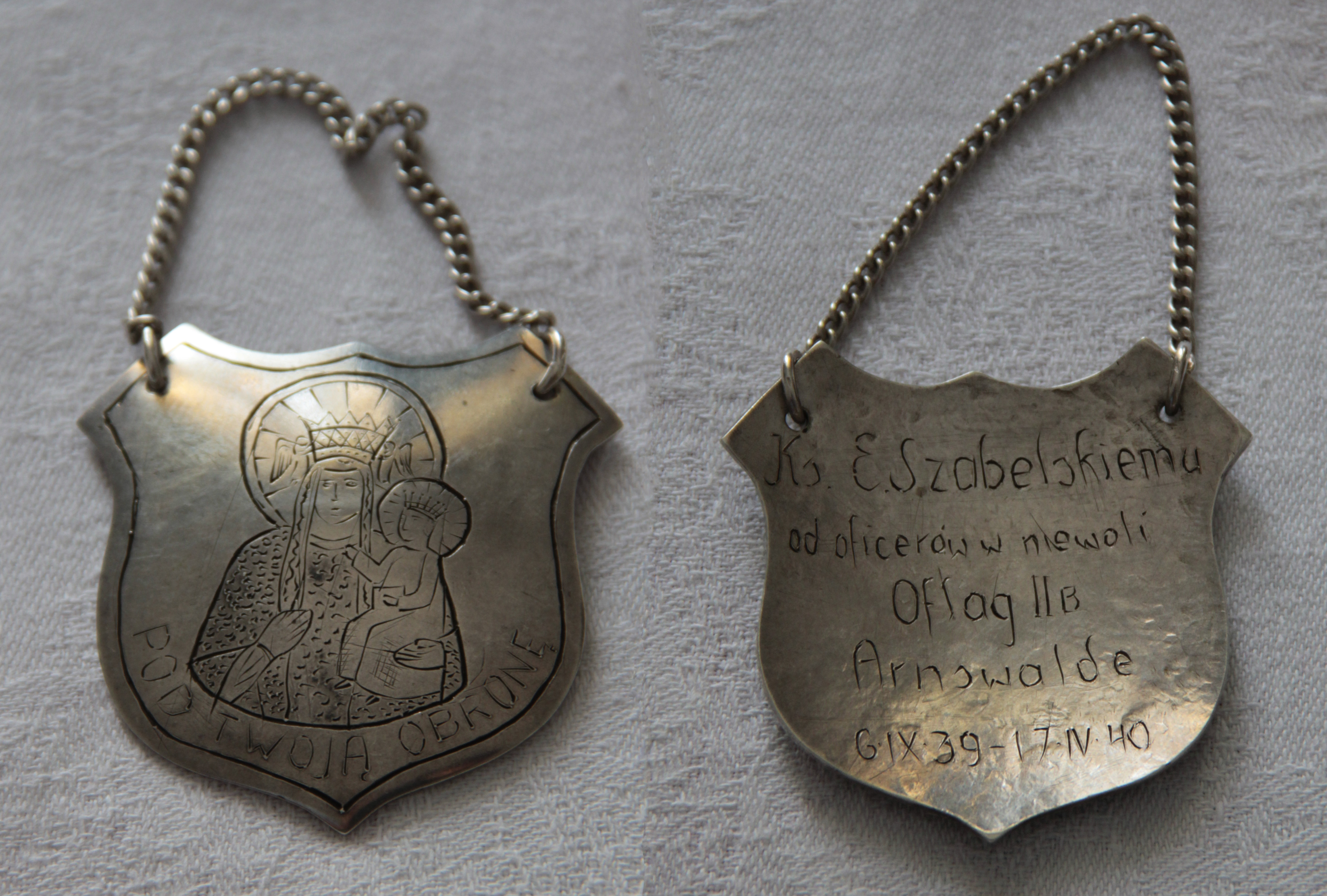
Zminiaturyzowany ryngraf jako forma upominku
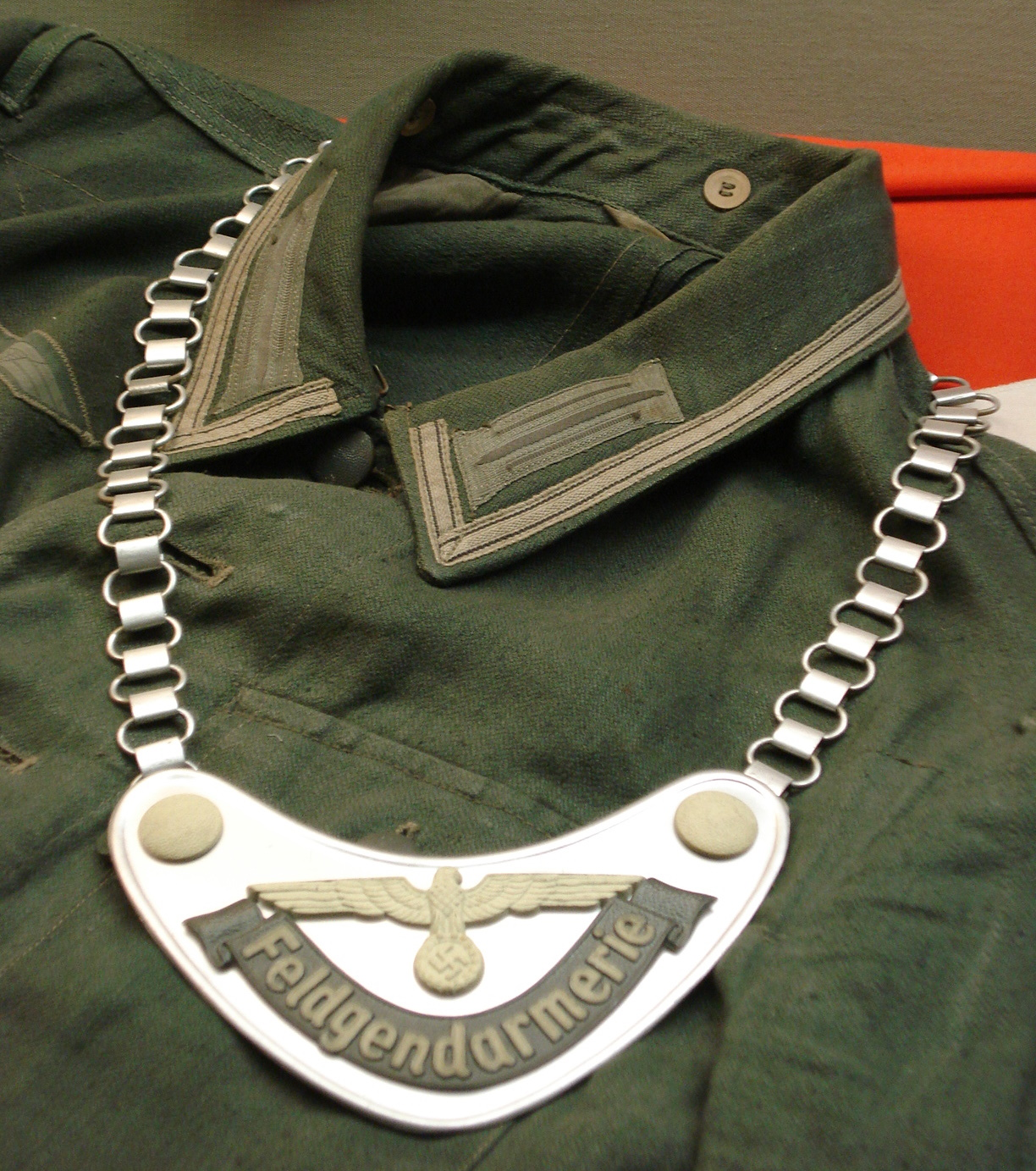
Ryngraf niemieckiej żandarmerii polowej (niem. Feldgendarmerie), z okresu II wojny światowej